# Juan Campos Rodríguez
Juan Campos Rodríguez (Pazos, Codosedo, Sarreaus, Orense, 11 de julio de 1907 - Singapur, 9 de diciembre de 1995) fue un escritor, traductor, misionero y sacerdote católico español, perteneciente a la Congregación del Santísimo Redentor o redentoristas. Fue misionero en Sichuan (China occidental) durante más de 15 años, hasta que tuvo que abandonar el país tras el triunfo de la Revolución comunista. Tras dejar China, pasó cierto tiempo en Hong Kong británico y Macao portugués, para finalmente establecerse en Singapur, donde ejerció como sacerdote hasta su fallecimiento a los 88 años.

## Biografía
Juan Campos nació el 11 de julio de 1907 en Pazos, Codosedo, una parroquia del municipio de Sarreaus, en la provincia de Orense. Juan Campos tuvo un hermano menor, José Campos Rodríguez, que también fue sacerdote redentorista y misionero en México. Juan ingresó en la Congregación del Santísimo Redentor, fundada por san Alfonso María de Ligorio en el siglo XVIII, con el fin de evangelizar a los más pobres y abandonados. Fue ordenado sacerdote en 1932 y destinado a la misión redentorista en China. 
Llegó a China, donde los redentoristas habían establecido su primera misión en 1928 y, en 1934 se instaló en la provincia de Sichuan, donde pasó la mayor parte de sus años en China en Sichang (vicariato apostólico de Ningyuanfu), capital del País Nosu situado en el sudoeste de la susodicha provincia. Allí se dedicó a la predicación popular, la catequesis, la atención a los enfermos y el fomento de las vocaciones locales. Aprendió el idioma y la cultura chinos y se adaptó a las condiciones de vida del pueblo. Durante la Segunda Guerra Mundial y la invasión japonesa, sufrió persecuciones y dificultades, pero no abandonó su labor apostólica.
En 1949, tras el establecimiento de la República Popular China por parte de Mao Zedong, los misioneros extranjeros fueron expulsados o encarcelados. Campos describe los años de 1945 a 1948 como un tiempo de “violenta persecución”, culminando en el "invierno de sangre" entre 1947 y 1948. Juan Campos logró escapar a Macao portugués y más tarde a Hong Kong británico, donde continuó su ministerio entre los refugiados chinos.
En octubre de 1967 se trasladó a Singapur, donde los redentoristas habían fundado una nueva misión. Allí, según recoge el padre redentorista Kevin J. O’Brien en su libro Redentoristas en Singapur-Malasia, “añadió una amplitud y una elegante sagacidad a la vida y al folclore de la comunidad."
Ocasionalmente, el padre Campos colaboraba con la misión en Malasia, y se involucró en la fundación de una nueva iglesia en Ipoh Garden. La primera misa pública en esta nueva iglesia se celebró el 9 de abril de 1972, y el 15 de abril el arzobispo Gregory Yong inauguró y bendijo el santuario. El personal parroquial estaba formado por el padre Wallace (párroco), con el padre Juan Campos (responsable del trabajo chino) y el padre John Martin (responsable del trabajo inglés y tamil).
En la iglesia de San Alfonso de Singapur trabajó hasta su muerte, ocurrida en diciembre de 1995, a los 88 años de edad.

## Legado
Campos llegó a hablar varios idiomas con fluidez. Tradujo al mandarín La Vida de San Alfonso, escrita en inglés por los padres D. Miller y F.X. Aubin, y también las obras ascéticas completas del santo. Revisó La Vida de San Gerardo publicada en chino en 1934 por el padre José Morán Pan y tradujo al inglés la obra Un Santo Popular: La Vida de San Gerardo de Raimundo Tellería, tres volúmenes de Santa María del Perpetuo Socorro de Adelino María García Paz y Los Pobres son Evangelizados de Manuel Gómez Ríos.
Durante su estancia en Macao portugués, en 1955, el padre Campos fundó, junto con el padre Eusebio Arnáiz Álvarez, la escuela anglochina del Perpetuo Socorro.
Juan Campos fue uno de los muchos misioneros españoles que dedicaron su vida a la evangelización de Asia. Contribuyó al crecimiento de la Iglesia católica en Asia y al desarrollo humano y social de las comunidades donde trabajó. La misión en China, y su labor en Macao, Hong Kong, Malasia, Singapur, entre otros países, están recogidas en el libro Evangelio tras la Gran Muralla: Memorias de un misionero de China, escrito por el propio padre Campos y publicado por la Editorial San Pablo en 1987.